# Castelul Mikó din Miercurea Ciuc
Castelul Mikó, cu plan geometric regulat și bastioane italienești, ridicat în stilul renașterii târzii, este cel mai vechi și mai important monument istoric al orașului Miercurea Ciuc. Poartă numele constructorului, Francisc Mikó (1585-1635), în documentele vremii fiind menționată și ca noul castel al lui Mikó. 
Construirea castelului a început în primăvara anului 1623, la zece ani după ce proprietarul a devenit căpitan suprem al scaunelor secuiești Ciuc, Gheorgheni și Casin. Personalitate marcantă a vieții politice ardelene de la începutul secolului al XVII-lea, Ferenc Mikó, pe lângă această funcție, a fost și consilier al principelui Gabriel Bethlen, diplomat și cronicar.
Construirea castelului cu plan patrulater și o suprafață de 75x70 m a fost terminată, probabil, în anii treizeci ai secolului al XVII-lea. Primul document scris care atestă existența edificiului construit datează din 1631. Mikó primise drept danie de la Gabriel Bethlen „domeniul domnesc din Szereda” și, în același timp, aprobare de construire a cetății. Totuși moștenitorul, József Mikó, a fost dat în judecată de către Pánczélos István și Balázs din Martonfalva pentru că tatăl său, cu ocazia construirii cetății, și-a însușit pământurile lor fără a-i despăgubi. După 1636 castelul trece în proprietatea lui Damokos Tamás, jude suprem al scaunului Ciuc. 
La 21 octombrie 1661 trupele turco-tătare conduse de Ali, pașă de Timișoara, invadează Ciucul, ocupă și incendiază castelul. Este reconstruit în anii 1714-1716 sub conducerea generalului imperial Stephan Steinville, așa cum atestă și inscripția în piatră așezată deasupra porții de intrare a cetății. În 1735, Johann Conrad Weiss, inginer, colonel austriac, realizează planul castelului, cel mai vechi plan cunoscut până acum, care reprezintă și un document important privind istoricul și etapele de construire. 
În jurul castelului reconstruit austriecii au proiectat un sistem de apărare cu patru bastioane italienești, ale cărui urme sunt și astăzi vizibile pe latura sudică. Pe latura vestică au construit un depozit de praf de pușcă, iar bastionul sud-vestic l-au transformat în capelă. Tavanul capelei este decorat cu stuc modest, în stil baroc tîrziu, iar ancadramentul gotic al ferestrelor este rezultatul unor transformări ulterioare. Încăperile de la parter au tavan în formă de boltă cilindrică, cu penetrații de bolți cu dublă curbură. Delimitarea nivelelor este marcată în exterior de un brâu de piatră cioplită. La fiecare bastion, la înălțimea podului, sunt goluri de tragere. Cetatea astfel întărită a reprezentat un punct strategic important la granița de răsărit a Imperiului Habsburgic. Până la organizarea prin forță a regimentelor secuiești de graniță (1764) este cazarmă a trupelor imperiale, iar după aceea, până în 1849, reședință a comandantului Regimentului I secuiesc de graniță. În timpul revoluției din 1848-1849 a fost sediul comandantului forțelor revoluționare din Secuime, Gál Sándor. Și după înfrângerea revoluției, cetatea a rămas în folosința armatei. În 1890, în fața cetății, de o parte și de alta a porții-bastion, este ridicată o clădire, care a fost demolată în 1990. 
În anii 1880 șanțul castelului este umplut. Până la mijlocul secolului al XX-lea, cu mici întreruperi, cetatea a fost în folosința armatei. În 1970, după o restaurare generală, a devenit sediul Muzeului Secuiesc al Ciucului, înființat în 1930. Aici se desfășoară anual, Festivalul European de Muzică Veche (inițiat în anul 1980, interzis de regimul comunist în perioada 1986-1989), cu recitaluri și concerte de muzică cultă, cu acces liber, precum și Universitatea de Vară de Muzică Veche (din anul 2008).

## Galerie

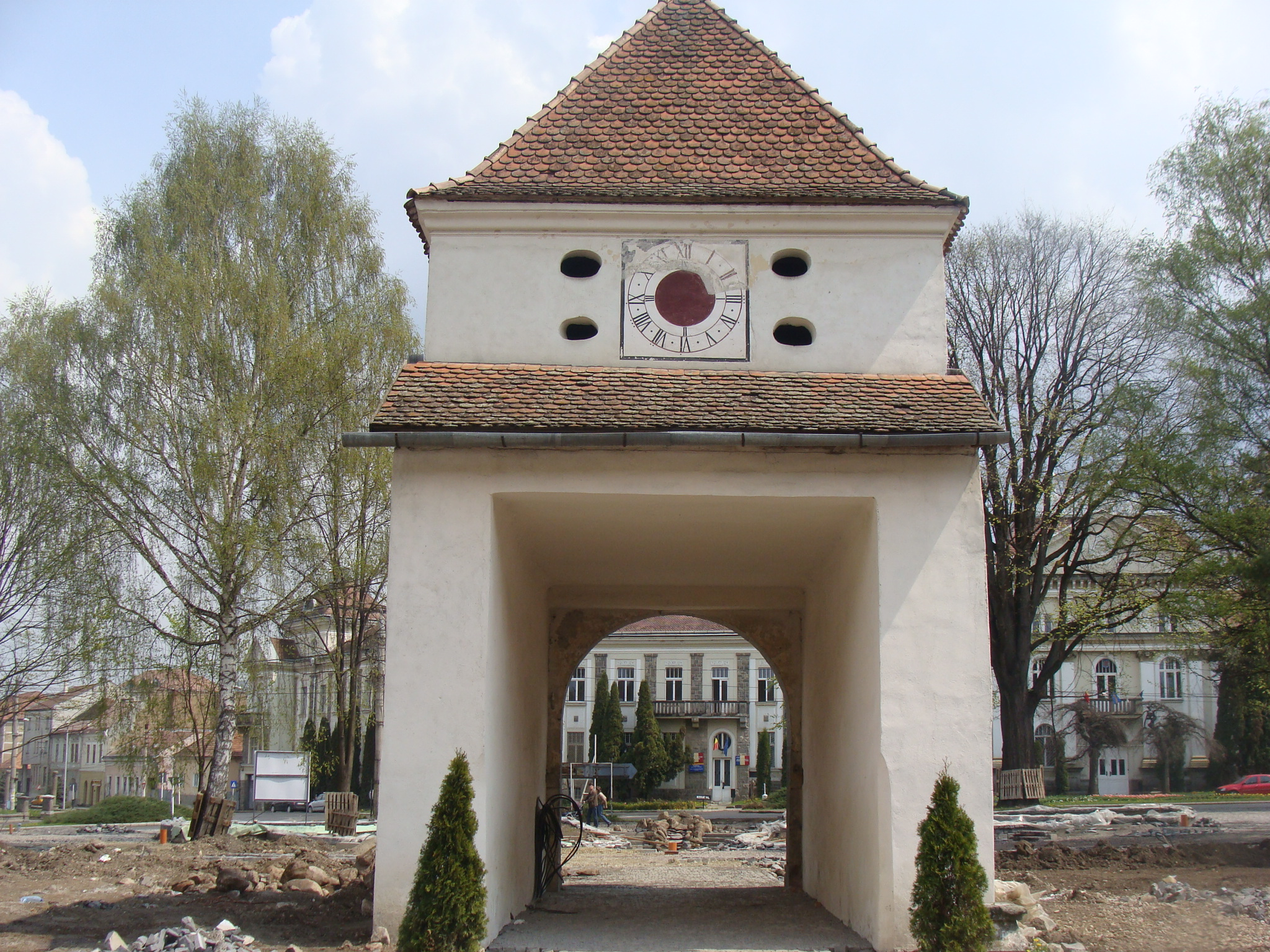
Poarta
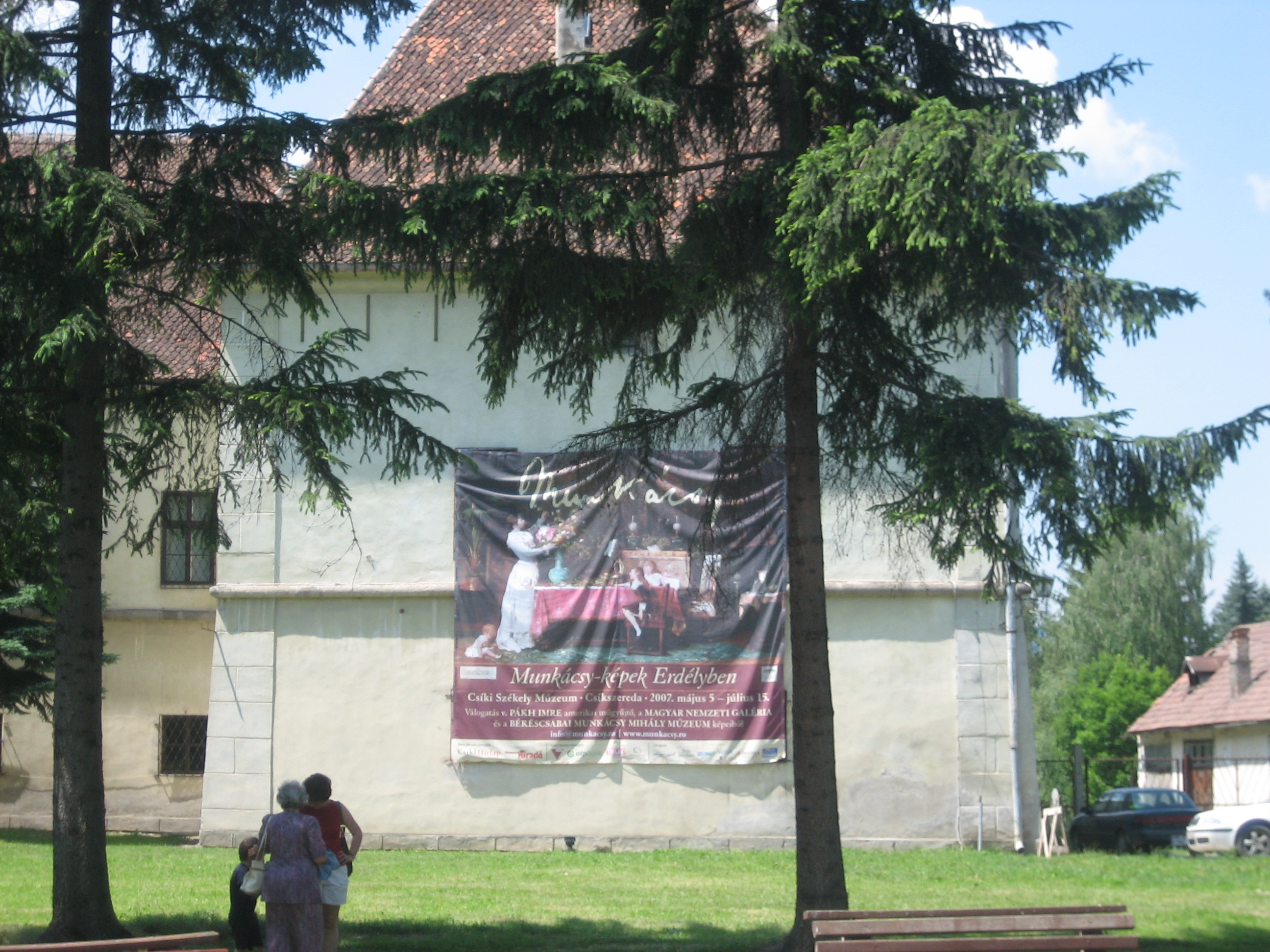
Bastion
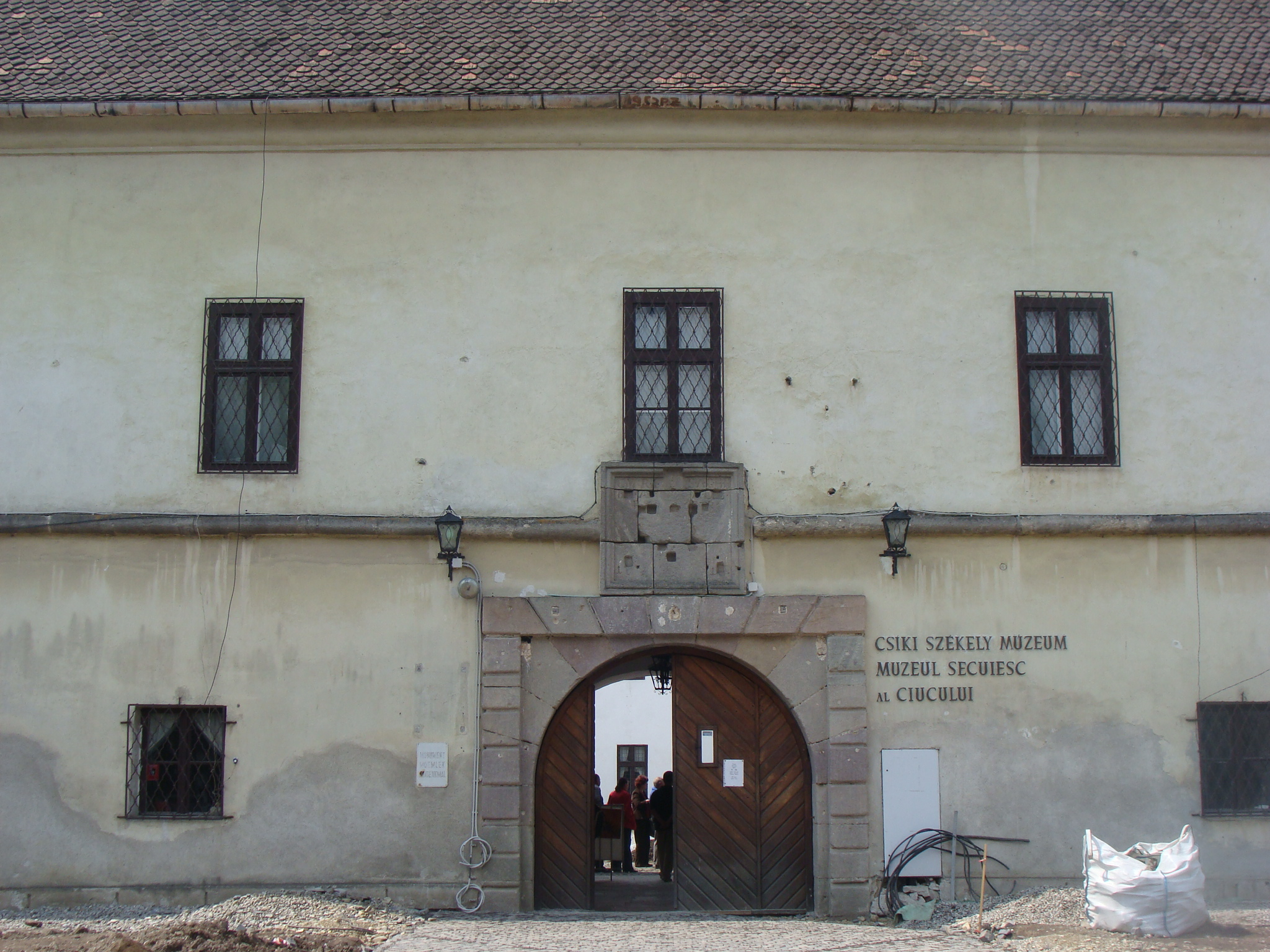
Intrarea în muzeu
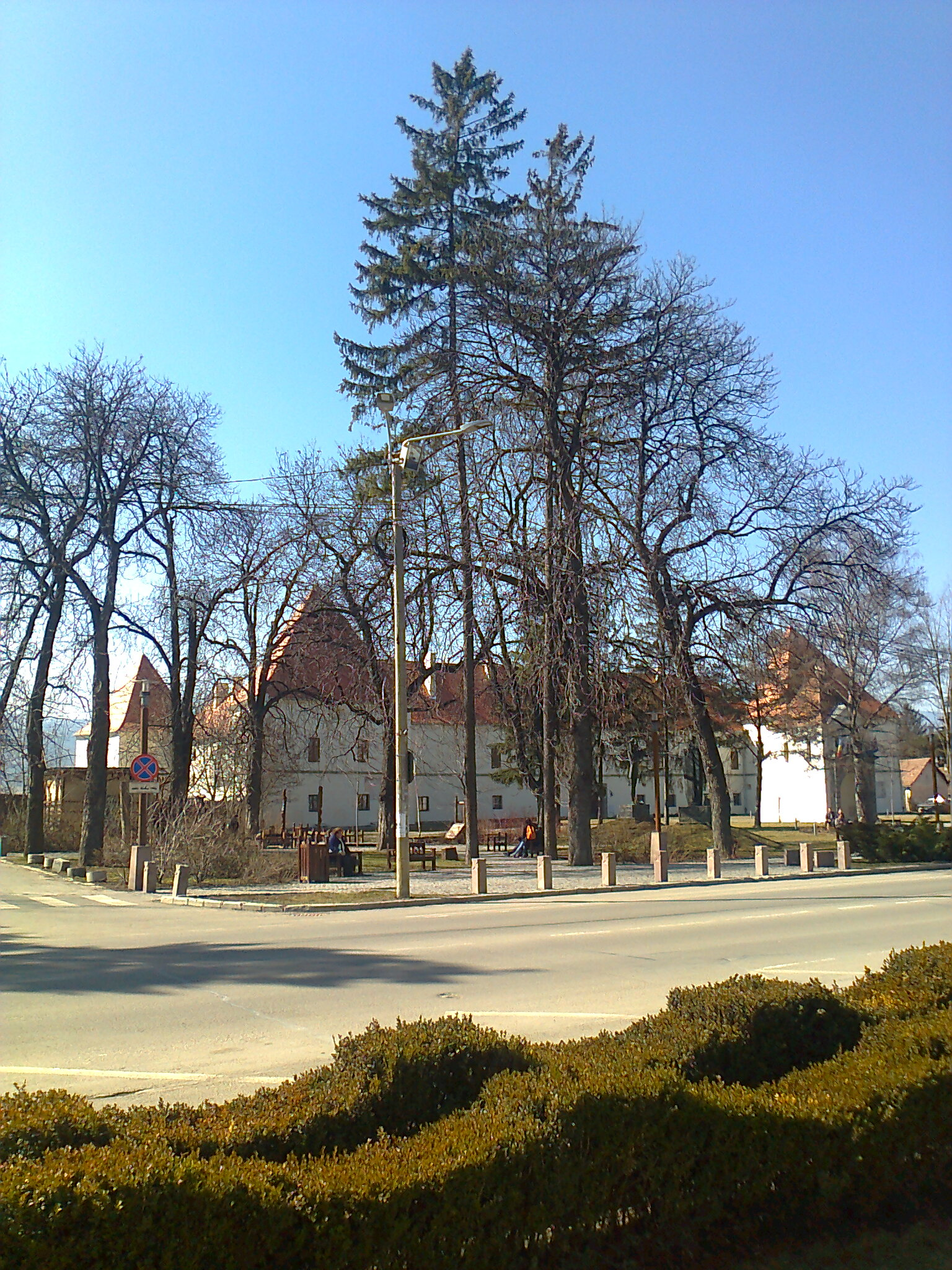
Panoramă
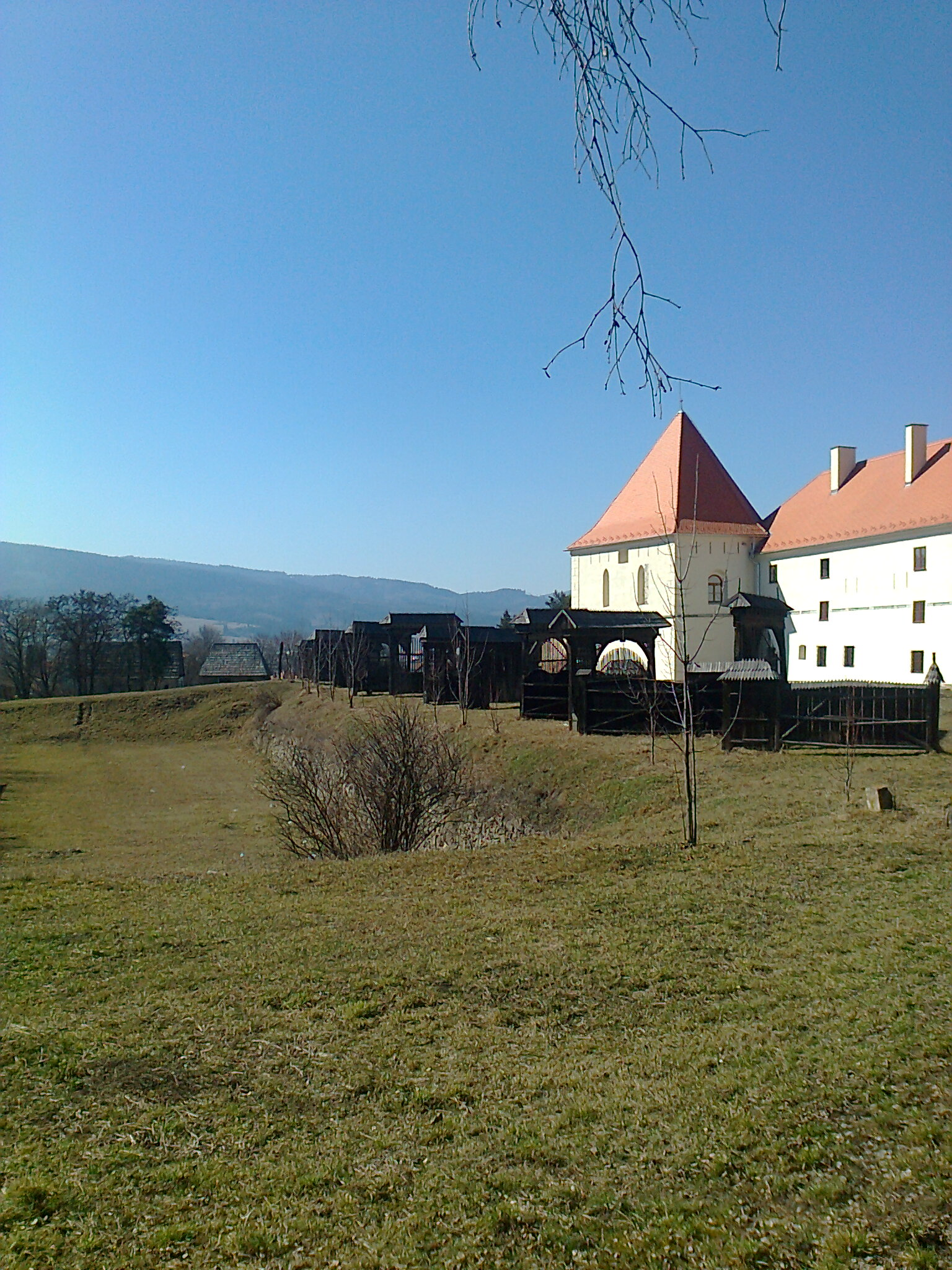
Porți secuiești lângă castel